# Auguste Reymond (entreprise)
Cet article concerne l'entreprise horlogère. Pour le photographe vaudois homonyme, voir Auguste Reymond.

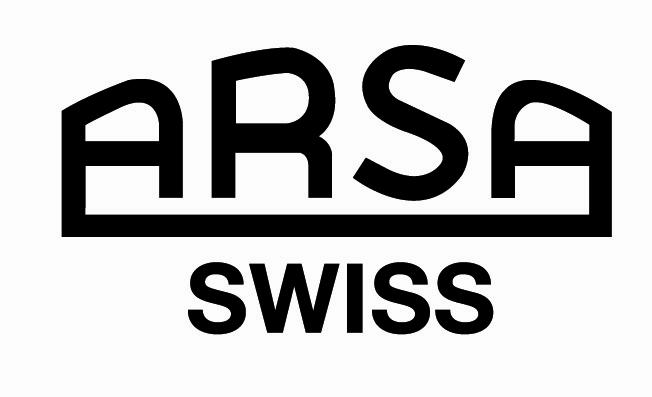
Logo de l'entreprise ARSA swiss.

Auguste Reymond est une entreprise horlogère suisse, fondée par Auguste Reymond (1872-1946), en 1898.

## Historique
À son apogée avant la Grande Dépression de 1929, elle fabrique des montres sous la marque ARSA, et des ébauches de montres sous la marque Unitas. Après 1946, elle fait sa renommée entre autres avec une montre pour aveugle en braille. Thomas Loosli, propriétaire et dirigeant de l'entreprise horlogère locale Nitella SA, la rachète et en devient le directeur en 1989.

## Organisation
Elle est installée à Tramelan.

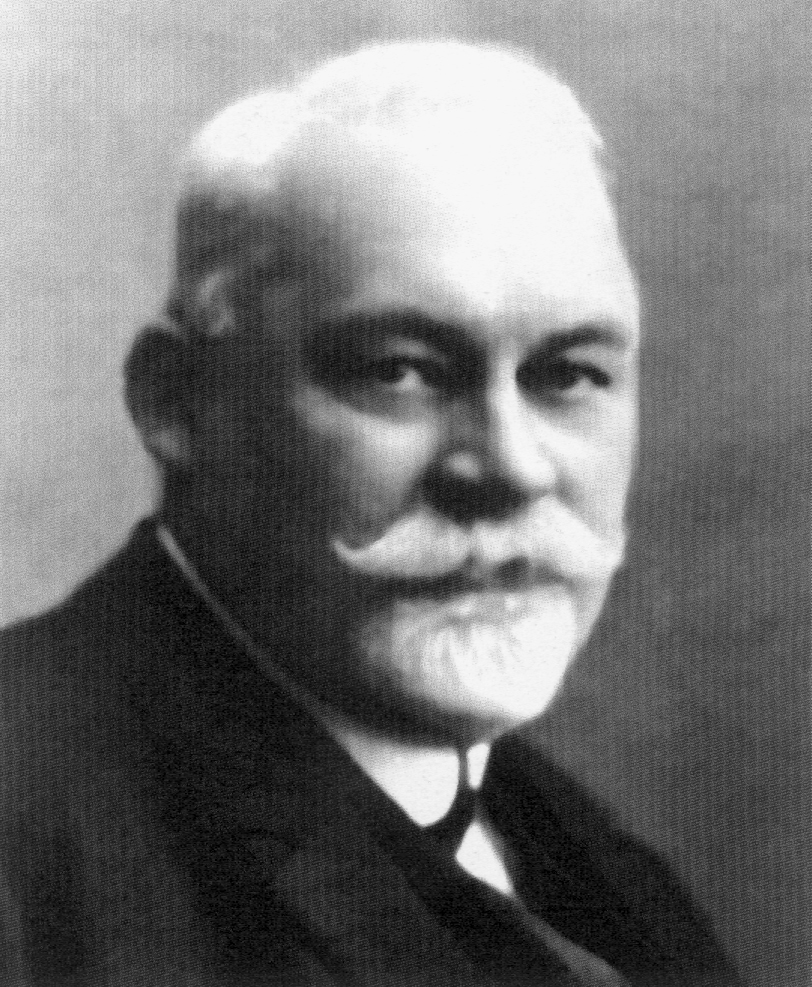
Auguste Reymond.
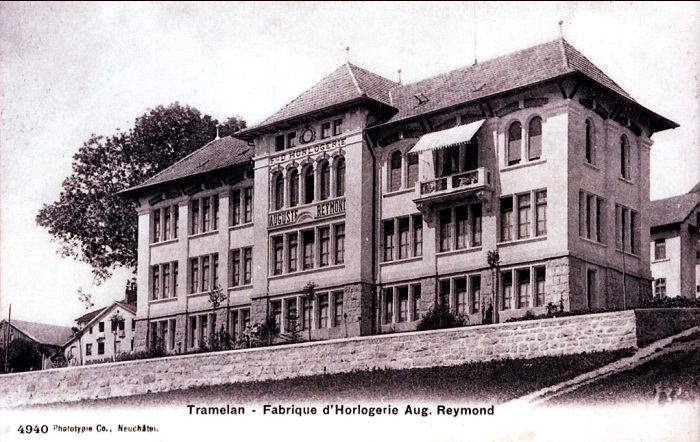
La manufacture Auguste Reymond (1908)
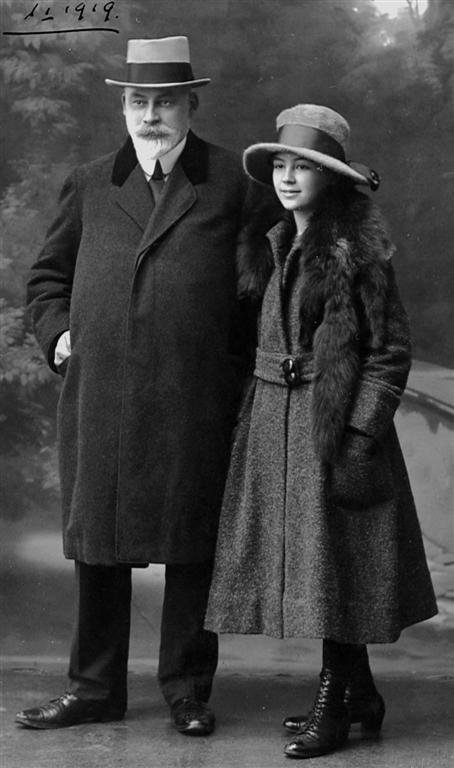
Auguste Reymond avec sa fille Lucie (1919)
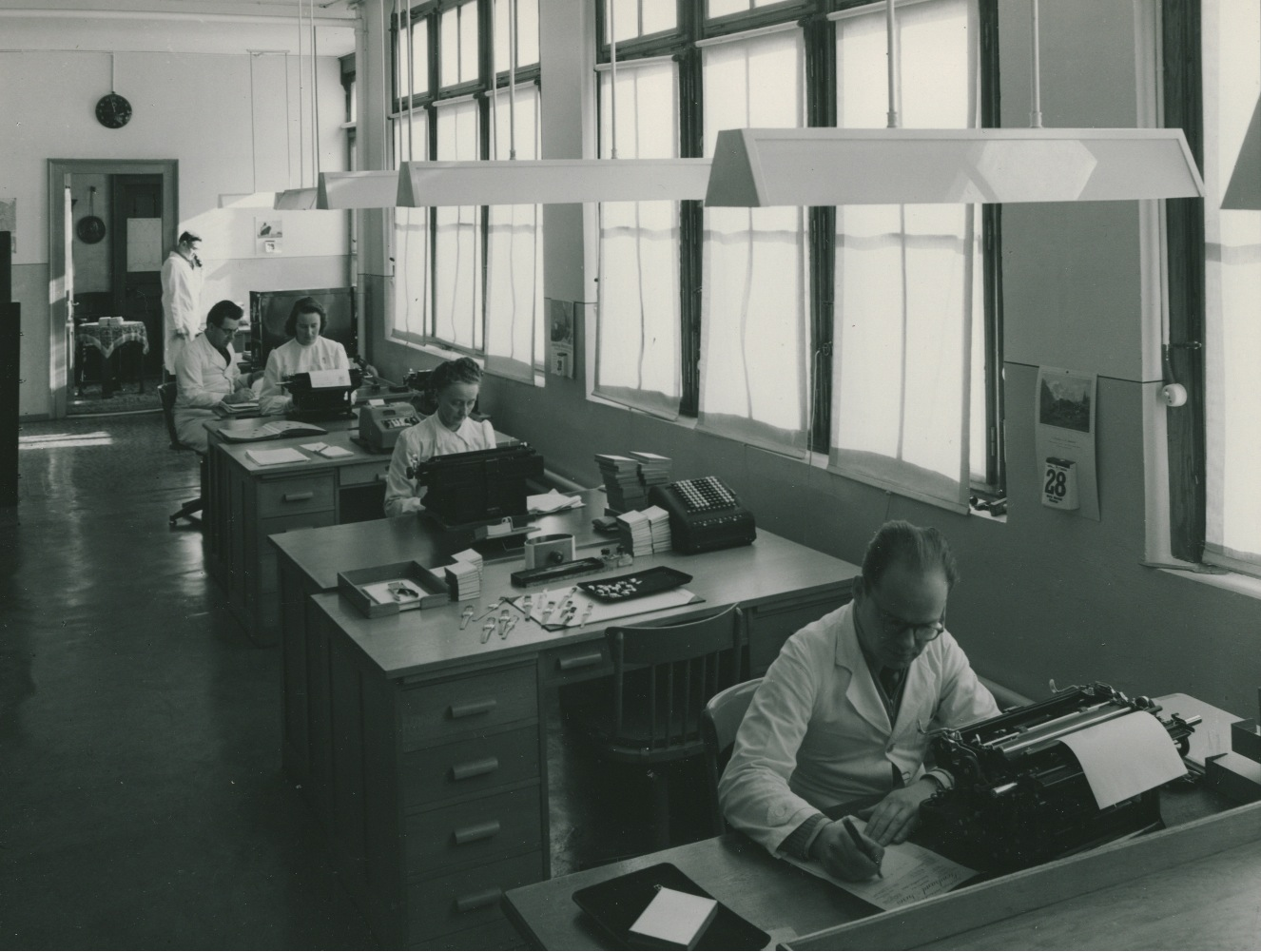
Administration de l'entreprise Auguste Reymond (1955)